# Kaninchen-Dungkäfer

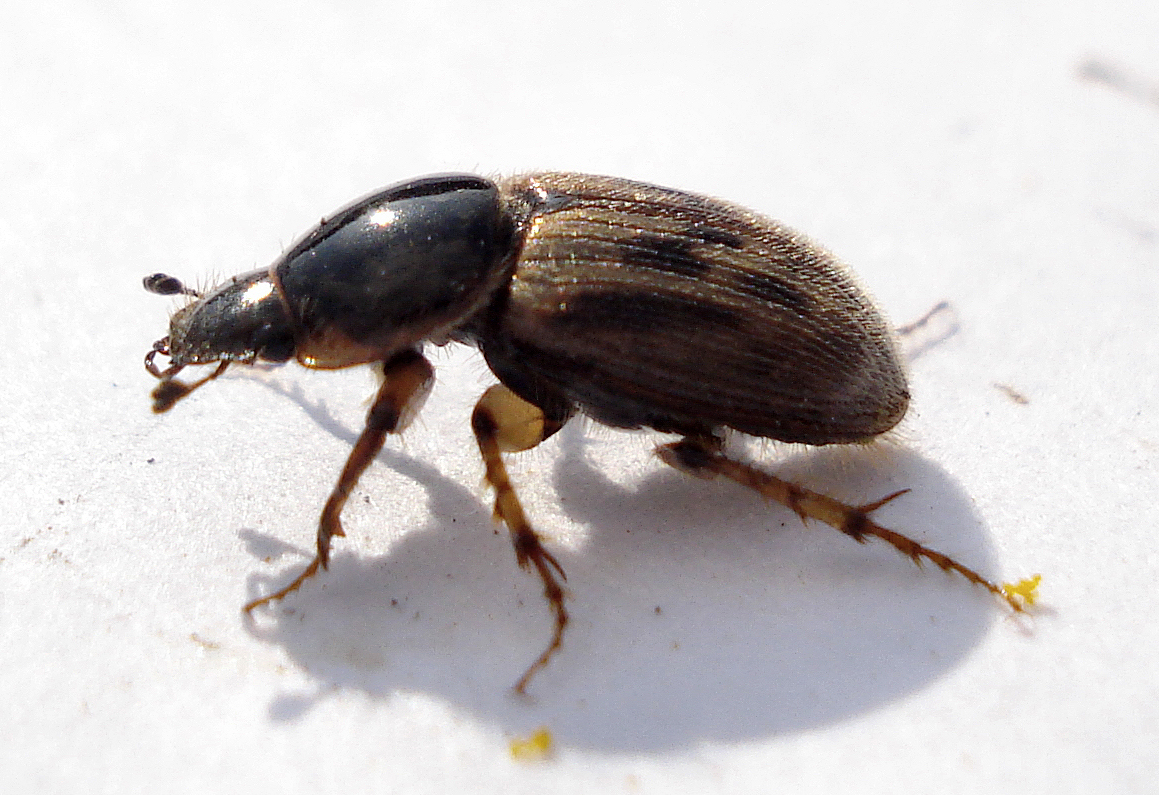
Seitenansicht

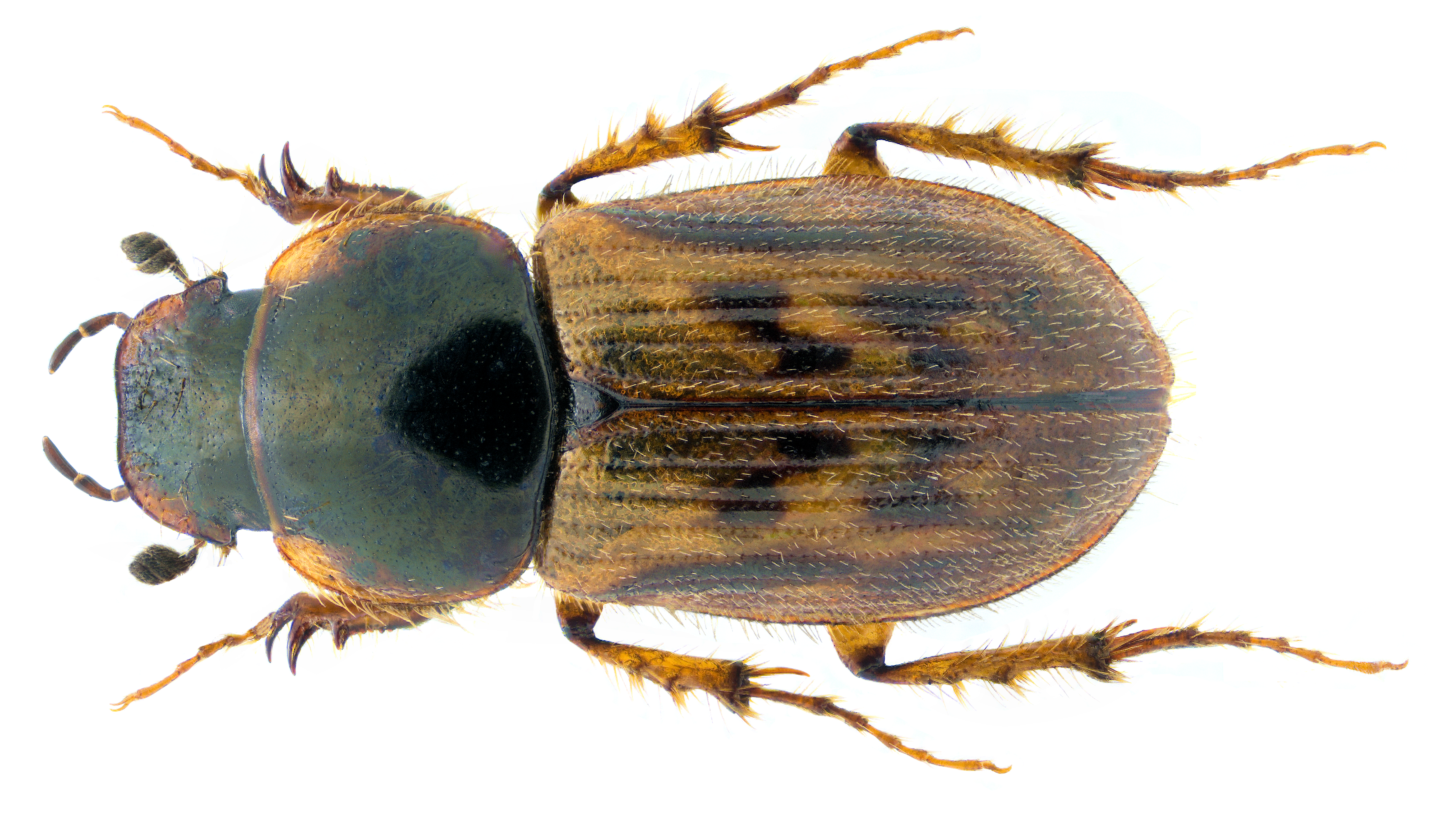
Präparat, Dorsalansicht

Der Kaninchen-Dungkäfer (Nimbus contaminatus) ist ein Käfer aus der Familie der Blatthornkäfer (Scarabaeidae).

## Merkmale
Die länglich ovalen und sehr abgeflachten Käfer besitzen eine Körperlänge von 5–6,5 mm. Kopf und Halsschild sind überwiegend schwarz. Der Halsschild ist an der Seite vorne gelbbraun gefärbt. Kopf und Halsschild sind feiner punktiert als bei der ähnlichen Art Nimbus affinis. Die braungelb gefärbten Flügeldecken weisen eine Musterung aus jeweils sieben größeren schwarzen Flecken auf, die jedoch auch nur angedeutet sein können oder zum Teil fehlen können. Die Randleiste der Flügeldecken weist eine lange Behaarung auf. Bei den Männchen ist das erste Glied der Hintertarsen so lang wie die drei folgenden Tarsenglieder zusammen. Bei den Weibchen ist dieses nur so lang wie die beiden folgenden Tarsenglieder zusammen.

## Verbreitung
Der Kaninchen-Dungkäfer ist in weiten Teilen Europas vertreten. Die Art kommt auch auf den Britischen Inseln und in Skandinavien vor. Das Vorkommen reicht im Süden bis nach Nordafrika, im Osten über Kleinasien bis in den Nahen Osten. Sie gilt in Mitteleuropa als nicht selten, stellenweise sogar als häufig.

## Lebensweise
Die Käfer beobachtet man in den Herbstmonaten September bis November, vereinzelt auch im Winter. Die Art findet man häufig in Sandboden-Biotopen, insbesondere an frischem Rinder- und Pferdemist. Die Weibchen legen ihre Eier auf dem Kot von Säugetieren ab. Die Larven ernähren sich von diesem.

## Taxonomie
In der Literatur finden sich folgende Synonyme:
- Aphodius contaminatus (Herbst, 1783)
- Scarabaeus ciliaris Marsham, 1802
- Aphodius casarum Gistel, 1857